# Shin Megami Tensei: Digital Devil Saga
Shin Megami Tensei: Digital Devil Saga, no japão Digital Devil Saga: Avatar Tuner (Digital Devil Saga アバタール・チューナー, Dejitaru Debiru Sāga Abatāru Chūnā), é um RPG de PlayStation 2 desenvolvido pela Atlus e publicado no Japão em 15 de Julho de 2004 (5 de Abril de 2005 na América do Norte e 21 de Julho de 2006 na Europa). É um jogo derivado da série Shin Megami Tensei;  a principal diferença entre Digital Devil Saga e a série principal é o foco em personagens específicos e não na invocação de demônios para ajudar seu time na batalha. A história de Digital Devil Saga é continuada na sua sequencia direta Shin Megami Tensei: Digital Devil Saga 2.
Características notáveis do jogo incluem a habilidade de transformação entre forma demoníaca e forma humana durante a batalha, e o retorno do sistema de batalha "press turn" do jogo Shin Megami Tensei III: Nocturne. Uma grande diferença entre Nocturne e o Digital Devil Saga é a possibilidade de alterar as mágicas e habilidades equipadas a qualquer momento, ao invés de somente no momento em que se passa de level. Diferente do Nocturne, habilidades retiradas não são perdidas para sempre, o que permite uma customização muito maior dos personagens. O jogo apresenta um sistema de evolução conhecido como "Mantra", onde o Macca (moeda do jogo) ganhado após as batalhas pode ser utilizado para fazer download de novos Mantras no terminal de save-point. Os mantras então são equipados nos personagens que devem ganhar Atma  nas batalhas (devorando os inimigos), para aprender as habilidades do mantra.

## Jogabilidade
Os personagens de Digital Devil Saga', ao invés de invocar demônios para ajudar nas batalhas, possuem a habilidade de se transformar em uma única forma demoníaca representativa de seus "Atma". Enquanto o protagonista pode decidir onde colocar os pontos ganhos no momento da evolução, os outros personagens evoluem automaticamente, baseados em certas especializações pré-definidas. Cada personagem pode aprender habilidades de 4 categorias diferentes: Física, Mágica, Proteção e Auto. Estas habilidades são ganhas primeiro comprando "Mantras" com a moeda do jogo Macca, então masterizando os mantras ganhando "AP" (Atma Points) nas batalhas. O número máximo de habilidades que podem ser equipadas é 8. Se dois ou mais personagens equipam uma mesma habilidade, eles podem executar um combo - uma versão mais forte da habilidade. Combos também podem ser formados por magias diferentes, as vezes resultando em uma terceira magia. Apesar das batalhas serem focadas no uso da força  demoníaca dos personagens, eles também podem lutar na forma humana utilizando armas convencionais, e podem equipar munições especiais. Um personagem humano também pode fazer combos com um personagem em sua forma demoníaca.
O sistema de batalhas "press turn" dá para cada personagem um símbolo representando um turno. O personagem pode passar o turno para o próximo personagem, ao custo de meio turno. Portanto se o turno for passado duas vezes, ele se perde. Se o personagem acertar a fraqueza de um inimigo, sua ação só consome meio turno, deixando o outro meio turno para o próximo personagem utilizar, fazendo com que o grupo tenha mais ações seguidas; se o inimigo resistir a um ataque, perde-se um turno.
Digital Devil Saga em sua maior parte segue o sistema de magias usado nos jogos Megami Tensei anteriores. Nove atributos mágicos estão presentes no jogo. Gelo (Ice) e Relâmpago (Lightning) quando usados possuem a chance de causar "congelamento" (freeze) ou "atordoamento" (stun), já magias do tipo Expel reduzem o HP do oponente por um valor padrão, e magias da Morte (Death) causam morte instantânea. Mágicas de Status podem causar um efeito de Status nos inimigos. Outros atributos presentes no jogo são 'Físico'(Physical) e 'Devorar' (Devour), que não são classificados como mágica. Se um inimigo é morto por uma habilidade do tipo Devour, o personagem que o matou ganha muito mais AP no fim da batalha; usar constantemente habilidades do tipo Devour podem causar o status Stomachache (Dor de estômago).
Small Karma Terminals (Pequenos terminais Karma) espalhados pelo mundo permitem que o personagem salve o jogo, enquanto os Terminais de Vida (Life Terminals) curam o HP e o MP pelo custo de Macca. O jogador pode teletransportar para os Grande terminais Karma (Large Karma Terminals), que também funcionam como Terminais de Vida (Life Terminals), mas não conseguem teletransportar de volta para sua contraparte menor. "Vendedor" (Vendor) permite que o jogador compre e venda itens, incluindo as valiosas "Células" (Cells), por Macca.
Solar Noise (Interferência Solar), mostrado no canto superior esquerdo da tela, afeta o preço de certos itens e outras variáveis durante a batalha.

## Enredo

### Cenário
Digital Devil Saga se passa no Junkyard, um cenário pós-apocalíptico devastado, onde está sempre chovendo. Todos os moradores do Junkyard são devotos de elementos do Hinduismo, e aparentemente reencarnam sempre que morrem, lembrando de suas vidas anteriores. Seis tribos principais, os Embryon, Vanguards, Maribel, Solids, Brutes e Wolves lutam entre si para destruir as tribos rivais e assim alcançar o Nirvana.

### Personagens
A tribo dos Embryon está localizada na região do Junkyard chamada Muladhara. Embora pequena, a tribo conseguiu estabelecer sua base, e é reconhecida pelas outras tribos. Eles estão em uma disputa direta com os Vanguards. A cor dos Embryon é o laranja. Serph é o líder dos Embryon e também é o personagem principal do jogo. é um personagem silencioso e totalmente sem emoções. O Atma de Serph "Water Crown" (Coroa D'água), localizado na sua bochecha, permite que ele se transforme na forma demoníaca "Varna" (na verdade, Varuna), que está na capa do jogo. Heat, o segundo em comando (não oficialmente) de Serph, usa o Atma "Fireball" (Bola de fogo), que permite que ele se transforme na forma demoníaca Agni. Heat se debate entre momentos de tendências violentas e outros de atração sexual por Sera. Argilla é a atiradora de elite dos Embryon e pode se transformar em Prithivi, com o Atma "Seismic Wave" encontrado em seu peito. Manifestando emoções como a bondade, ela imediatamento rejeita a ideia de devourar outras pessoas, mas percebe que esse é um mal necessário para proteger Sera e retornar ao normal. Os calculos e estratagemas de Gale fazem com que ele sirva como o estrategista dos Embryon. O Atma "Twister" e sua perna permite que ele se transforme em Vayu. Gale passou a ter uma visão recurrente após o despertar de todos ao lado demoníaco, mas ele ignora as visões, determinando que elas são ilógicas. Cielo, outro membro chave da tribo dos Embryon, usa o Atma "Rainbow Arch" para se transformar em Dyaus. Ele é um personagem alegre, e que tende a agir de forma tola, o que acaba diminuindo a tensão do grupo. Cielo é grato a Sera por salvar sua vida quando Gale perdeu o controle e atacou seus amigos. Por isso, ele deseja protegê-la. Sera, que foi descoberta pelos Embryon, é muito diferente das outras pessoas do Junkyard pelo seu cabelo negro, a falta de um anel de identificação, e sua estranha habilidade para cantar. O  Karma Temple decreta que para alcançar o Nirvana, Sera deve ser levada para o Templo. Sua cantoria tem o poder de diminuir os instíntos demoníacos nos habitantes do Junkyard. Ela compartilha uma ligação misteriosa com Serph, e essa conexão fica mais clara conforme a história progride e também no próximo jogo.

## Desenvolvimento
Digital Devil Saga foi criado para fazer com que a série Megami Tensei fosse acessível para uma maior audiência "mantendo-se verdadeira às suas raízes". O jogo teve um alto valor de produção devido aos dubladores famosos e cenas detalhadas e também ao trabalho extra despendido para sincronizar voz e movimentos da boca. A mecânica de batalha também é mais fácil que em Shin Megami Tensei: Nocturne.
O jogo usa o design de demônios de Kazuma Kaneko.

### Música
A banda Etro Anime fez "Danger", a música da introdução do jogo para a versão americana, e Houko Kuwashima fez "Pray", a música da introdução para as versões japonesa e europeia.

### Dubladores
- Hikaru Midorikawa como Heat
- Houko Kuwashima como Sera
- Yumi Touma como Argilla
- Hori Hideyuki como Gale
- Hiroaki Miura como Cielo
- Masaya Onosaka como Harley
- Kazue Ikura como Jinana
- Ryotaro Okiayu como Bat
- Hisao Egawa como Mick The Slug
- Hideo Ishikawa como Lupa
- Banjo Ginga como Varin Omega
- Michie Tomizawa como Angel

## Recepção
Digital Devil Saga foi recebido com análises positivas da critica em geral. Travis Dwyer, da Gaming Age, chamou o jogo de "Memorável" e "uma mudança necessária e madura no rítmo" comparado com outros RPGs, também comentando sobre o sistema de batalha "já provado". Bethany Massimilla, da GameSpot, também elogiou o sistema de batalha e o "intrigante" mundo onde o jogo se passa, mas criticou a alta taxa de encontros aleatórios que "chegam a ser ridículas" e o fim do jogo que deixa a história em aberto com um gancho para o próximo.
A série Digital Devil Saga recebeu o prêmio "X-Play Melhor RPG de 2005" da G4TV.